# Graptemys caglei
Graptemys caglei is een schildpad uit de familie moerasschildpadden (Emydidae).

## Naam en indeling
De wetenschappelijke naam van de soort werd voor het eerst voorgesteld door David Haynes en Ronald R. McKown in 1974. De wetenschappelijke soortaanduiding caglei is een eerbetoon aan de Amerikaanse herpetoloog Fred Ray Cagle (1915 – 1968). Cagle heeft onder andere enkele soorten zaagrugschildpadden uit het geslacht Graptemys vernoemd.

## Uiterlijke kenmerken
De rugschildkleur is bruin tot groen van kleur, de maximale schildlengte is ongeveer 21 centimeter voor de vrouwtjes, de mannetjes blijven aanzienlijk kleiner en worden zeven tot maximaal elf centimeter lang. Het schild heeft een duidelijke landkaarttekening de bestaat uit dunne gele lijnen die wat lijken op een isotopenkaart. Op het midden van het schild is een lengtekiel aanwezig waarbij de hoornplaten voorzien zijn van een stekelachtige punt. De huid van de poten, nek en kop heeft een meer afstekende tekening van gele en groene strepen op een zwarte kleur. Rond de kop wordt de tekening meer golvend, aan de bovenzijde van de kop is een V-vormige gele vlek aanwezig. De kop is relatief smal en heeft een puntige snuit, de kop heeft een zwarte kleur en heeft zeven lichtere strepen aan de bovenzijde. Aan de kin is een gele dwarsstreep aanwezig.
Het buikschild heeft een lichtgele kleur met donkere randen aan de schildplaten, soms zijn de schilden donker gevlekt. De plastronformule is als volgt: abd > an > fem > pect > hum > intergul.
Mannetjes zijn van vrouwtjes te onderscheiden doordat ze kleiner blijven. Ze bezitten daarnaast een langere en dikkere staart en hebben langere uitsteeksels aan de werveldschilden van het rugschild. Vrouwtjes hebben een rondere vorm van het rugschild dan de mannetjes.

## Levenswijze
De vrouwtjes zetten waarschijnlijk meerdere legsels per seizoen achter die een tot zes eieren per keer bevatten. De eieren worden begraven in de bodem op een diepte van ongeveer vijftien centimeter. De eieren hebben een witte kleur en een ovale vorm. Op het menu staan voornamelijk insecten, van de vrouwtjes is bekend dat ook slakken worden gegeten.

## Verspreiding en habitat
Graptemys caglei komt endemisch voor in de Verenigde Staten en is alleen bekend in de staat Texas. De schildpad leeft in en nabij de rivieren San Antonio en Guadalupe. De habitat bestaat uit ondiepe, langzaam stromende wateren zoals meren en rivieren met een modderige of rotsige ondergrond.

## Bedreiging en bescherming
De schildpad wordt onder andere bedreigd door visserij en vervuiling, zowel van stedelijke gebieden als van de agrarische sector. Ook het toerisme en de verandering van de habitat door land- en bosbouw hebben een negatief effect. Door de internationale natuurbeschermingsorganisatie IUCN is de beschermingsstatus 'bedreigd' toegewezen (Endangered of EN).